# Аполлон Вейский
Аполлон Вейский — терракотовая этрусская статуя Аполлона из древнего города Вейи, изготовленная приблизительно в 550—520 годах до н. э. в международном ионическом или в позднеэтрусском стиле. Статуя в натуральную величину была обнаружена в 1916 году, в настоящее время находится в экспозиции Национального музея этрусского искусства в Риме.
Автором статуи, вероятно, являлся скульптор Вулка — единственный из этрусских скульпторов, чьё имя сохранилось в истории. Статуя являлась частью композиции, изображавшей Аполлона и Геракла, борющихся за Керинейскую лань. Данная композиция являлась акротерием и располагалась на высоте 12 метров на крыше храма Минервы в Портоначчо. Она была отчётливо видна на фоне неба. Вопреки несколько тяжёлой по пропорциям фигуре Аполлон исполнен упругой жизненности и энергичности. Над храмом возвышалось еще несколько статуй. Одна представляла бога Гермеса - вероятно, как арбитра в споре Аполлона и Геракла. Сохранился фрагмент ступней женской фигуры (возможно, Артемиды, сестры Аполлона) и статуя женщины с младенцем (исследователи предполагают, что это может быть Латона с новорожденным Аполлоном, или Ниоба, спасающаяся от стрел Артемиды).  